# Petrikovce
Petrikovce este o comună slovacă, aflată în districtul Michalovce din regiunea Košice. Localitatea se află la altitudinea de 103 m deasupra n.m., se întinde pe o suprafață de 5,74 km2 și în 2017 număra 200 de locuitori.

## Istoric
Localitatea Petrikovce este atestată documentar din 1411.

## Demografie
| An:                | 1994 | 2004   | 2014    | 2024    |
| ------------------ | ---- | ------ | ------- | ------- |
| Număr de persoane: | 214  | 216    | 183     | 202     |
| Diferență:         |      | +0,93% | −15,27% | +10,38% |

| An:                | 2023 | 2024   |
| ------------------ | ---- | ------ |
| Număr de persoane: | 203  | 202    |
| Diferență:         |      | −0,49% |